# 龜佛山
龜佛山，是臺灣嘉義縣鹿草鄉的一個傳統地域名稱，位於該鄉西部略偏南。相較於今日行政區，其範圍大致為竹山村西南半部、光潭村北部邊界地帶西段。

## 歷史
台灣日治初期，龜佛山地區為一街庄，稱為「龜佛山庄」，隸屬於白鬚公潭堡。該庄昔日北與新庄、後庄仔庄為鄰，東與竹仔腳庄為鄰，南邊為下潭庄，西南邊為溪洲庄，西邊及西北邊為牛挑灣庄。
1901年（日治明治三十四年）11月11日，全台廢縣廳改設二十廳，該庄隸屬於鹽水港廳。1904年（明治三十七年）4月1日，該庄編入「東後藔區」，隸屬於鹽水港廳。1906年（明治三十九年）4月1日，鹽水港廳內轄區調整，該庄改隸屬於「頂潭區」。1909年（明治四十二年）10月25日，全台合併二十廳為十二廳，頂潭區改隸屬於嘉義廳。1920年（大正九年）10月1日，全台地方制度大改正，廢十二廳改設五州二廳，該庄改制為「龜佛山」大字，隸屬於臺南州東石郡鹿草庄。
戰後鹿草庄改制為鹿草鄉，隸屬於臺南縣，大字亦改制為村。1950年10月25日，雲、嘉、南分治，鹿草鄉改隸屬嘉義縣。

## 聚落
本地區發展較早的聚落有龜佛山、瓦磘仔（已消失）等，在日治期初期的官方地圖上已有記載。

## 交通
縣道170號是網寮至竹子腳的道路，經過本地區主聚落。由該道路西行可前往朴子市南部、布袋鎮東北部、東石鄉中南部，並止於網寮聚落；東行可前往竹子腳地區，並止於東勢尾聚落旁的縣道163號路口。
鄉道嘉22線是崩山至龜佛山的道路，其東側端點（終點）位於本地區主聚落的縣道170號路口。
鄉道嘉33線是龜佛山至下潭的道路，其北側端點（起點）位於本地區主聚落的縣道170號路口。